# Robin Peak
Robin Peak är en bergstopp i Antarktis. Den ligger i Sydorkneyöarna. Argentina och Storbritannien gör anspråk på området. Toppen på Robin Peak är 270 meter över havet, eller 170 meter över den omgivande terrängen. Bredden vid basen är 1,4 km. Robin Peak ligger på ön Signy.
Terrängen runt Robin Peak är huvudsakligen kuperad, men norrut är den bergig. Havet är nära Robin Peak åt sydost. Trakten är obefolkad. Det finns inga samhällen i närheten. 